# تضحية
التَّضْحية لغةً: مصدر ضحَّى، يقال: ضحَّى بنفسه أو بعمله أو بماله أي بذله وتبرع به دون مقابل. وهي بهذا المعنى محدثة.
ومعنى التَّضْحية اصطلاحًا: هو بذل النَّفس أو الوقت أو المال لأجل غاية أسمى، ولأجل هدف أرجى، مع احتساب الأجر والثواب على ذلك عند الله عزَّ وجلَّ، والمرادف لهذا المعنى: الفداء ومن معانيها: البذل والجهاد.

## التضحية في سبيل الله

### في القرآن
(فيما ذكر إشارة إلى أنَّ المؤمن الذي يضَحِّي بنفسه في سبيل نصر دينه ولدعوة ربِّه، هو من الشُّهداء الأبْـــرَار، الذين يظفرون بجنان الخلد، وهم أحياء، أرواحهم في حواصل طير خُضْر، تسرح في الجنَّة حيث شاءت).
قال القاسمي: (أي: وليكرم ناسًا منكم بالشَّهادة، ليكونوا مثالًا لغيرهم في تَضْحية النَّفس شهادةً للحقِّ، واستماتةً دونه، وإعلاءً لكلمته).
وفي الآيات، بيان على أن التضحية بالمال، وإنفاقه في سبيل الله، رغم الحاجة الشديدة له، أو محبتهم لذلك المال: ((وآتى المال على حبه))، ((ويطعمون الطعام على حبه)).. من أعظم خصال الإيمان والبر والإحسان، فهم يقدمون محبة الله على محبة أنفسهم.

فقد قال تعالى حاثًا عباده على التضحية بالنفس والمال في سبيله، قائلًا: 

### في السنة
روي عن أبي هريرة  أن رسول اللّه ﷺ قال: 
| تضحية | ((انتدب الله لمن خرج في سبيله -لا يخرجه إلا إيمان بي، وتصديق برسلي- أن أرجعه بما نال من أجر أو غنيمة، أو أدخله الجنَّة، ولولا أن أشقَّ على أمَّتي، ما قعدت خلف سريَّة، ولوددت أنِّي أُقتل في سبيل الله ثم أحيا، ثم أُقتل ثم أحيا، ثم أُقتل)) | تضحية |

وهذا دليل على عظم التضحية بالنفس في سبيل الله ونيل الشهادة.

وكان رسول الله ﷺ أعظم قدوة في التضحية بالمال والنفس في سبيل الله، ولقد روى الإمام أحمد بسنده 
روي عن عن أنس بن مالك  أن رسول اللّه ﷺ قال: 
| تضحية | ( لقد أوذيت في الله، وما يؤذى أحد، وأخفت في الله وما يخاف أحد، ولقد أتت علىَّ ثلاثون ليلة من بين يوم وليلة ومالي ولبلال رضى الله عنه ما يأكله ذو كبد إلا ما يوارى إبط بلال). | تضحية |

وقال رسول الله ﷺ حاثًا المسلمين على الإنفاق في سبيل الله والتضحية بالمال في سبيله:
((ما نقصت صدقة من مال، وما زاد الله عبدًا بعفو إلَّا عزًّا. وما تواضع أحد لله إلَّا رفعه الله)).

وكان صحابة رسول الله خير قدوة من بعده، فقد كانت حياة الصَّحابة مليئة بمواقف التَّضْحية والفداء، والبذل والعطاء، من أجل نصرة دين الله، وكانوا يتسابقون في ذلك، 
فعن زيد بن أسلم، عن أبيه، قال: سمعت عمر بن الخطاب، يقول: أمرنا رسول الله ﷺ أن نتصدَّق، فوافق ذلك عندي مالًا، فقلت: اليوم أسبق أبا بكرٍ إن سبقته يومًا، قال: فجئت بنصف مالي، فقال رسول الله ﷺ: ((ما أبقيت لأهلك؟ قلت: مثله، وأتى أبو بكرٍ بكلِّ ما عنده، فقال: يا أبا بكرٍ ما أبقيت لأهلك؟ قال: أبقيت لهم الله ورسوله، قلت: لا أسبقه إلى شيءٍ أبدًا)).

## أقسام التضحية
تنقسم التَّضْحية إلى قسمين:
1- التَّضْحية المحمودة (المشروعة)، ومنها:
- - التَّضْحية بالنَّفس:

قال تعالى: ﴿كُتِبَ عَلَيْكُمُ الْقِتَالُ وَهُوَ كُرْهٌ لَكُمْ وَعَسَى أَنْ تَكْرَهُوا شَيْئًا وَهُوَ خَيْرٌ لَكُمْ وَعَسَى أَنْ تُحِبُّوا شَيْئًا وَهُوَ شَرٌّ لَكُمْ وَاللَّهُ يَعْلَمُ وَأَنْتُمْ لَا تَعْلَمُونَ ۝٢١٦﴾ [البقرة:216].
(أخبر أنَّه مكروه للنُّفوس؛ لما فيه من التَّعب والمشقَّة، وحصول أنواع المخاوف، والتعرُّض للمتالف، ومع هذا، فهو خيرٌ محضٌ؛ لما فيه من الثَّواب العظيم، والتَّحرُّز من العقاب الأليم، والنَّصر على الأعداء،ونشر الخير ورفع الظلم وغير ذلك ممَّا هو مُرَبٍّ، على ما فيه من الكراهة).
- - التَّضْحية بالمال:

قال تعالى: ﴿وَمَا لَكُمْ أَلَّا تُنْفِقُوا فِي سَبِيلِ اللَّهِ وَلِلَّهِ مِيرَاثُ السَّمَاوَاتِ وَالْأَرْضِ لَا يَسْتَوِي مِنْكُمْ مَنْ أَنْفَقَ مِنْ قَبْلِ الْفَتْحِ وَقَاتَلَ أُولَئِكَ أَعْظَمُ دَرَجَةً مِنَ الَّذِينَ أَنْفَقُوا مِنْ بَعْدُ وَقَاتَلُوا وَكُلًّا وَعَدَ اللَّهُ الْحُسْنَى وَاللَّهُ بِمَا تَعْمَلُونَ خَبِيرٌ ۝١٠ مَنْ ذَا الَّذِي يُقْرِضُ اللَّهَ قَرْضًا حَسَنًا فَيُضَاعِفَهُ لَهُ وَلَهُ أَجْرٌ كَرِيمٌ ۝١١﴾ [الحديد:10–11] .
كذلك تدلُّ وقائع التَّربية النَّبويَّة على أنَّ الرَّسول ﷺ كان يشترطها، ويجعلها شارة الإيمان وصدقه. والإنسان عنده ميل فطري إلى أن يضَحِّي بنفسه وماله في سبيل المثل الأعلى، بل إنَّ هذه التَّضْحية هي أمر راسخ في فطرة الإنسان، وجزء من وجوده، وما تعظيم الشَّجَاعَة عند البَشَر إلا تقديرًا لقيمة التَّضْحية في سبيل المثل الأعلى، ولذلك جُعل الجهاد أفضل الأعمال.
2- التَّضْحية المذمومة (غير المشروعة):
وهي التَّضْحية في نصرة باطل، أو من أجل جاهلية، وكل تضحية لم تكن في سبيل الله أو ابتغاء مرضاته، أو تحقيقًا لمقصد شريف نبيل فهي مذمومة.

## أثر وفوائد التضحية
((للتضحية أعظم الآثار في حياتنا أفرادًا وجماعات.

### على الفرد
الفرد الذي يُربَّى على التضحية ويتعودَ عليها، ويتحلى بها؛ يكون قد قطع شوطًا كبيرًا في التخلص من سلطان الهوى، ونوزاع الأثَرَة، وكان قادرا على مخالفة النفس الأمارة بالسوء، كما أن المسلم الذي اتصف بالتضحية وتخلق بها يفوز بمثوبة الله عز وجل، ويربح رضا الله سبحانه، ثم رضا الصالحين من عباده، كما أن الفرد الذي تعود التضحية لا يحزن على ما فات، ولا يفرح بما أتى، وكذلك يكرمه الله في ذريته، ويُخلِف بالخير عليه، وتسعد به الجماعة.

### على المجتمع والأمة
ثم إن الجماعة أو الأمة التي يتخلق أفرادها بالتضحية والبذل، لا شك في أنها تكون قادرة على إنجاز أهدافها، وتحقيق آمالها وطموحاتها، والوصول بعون الله إلى غايتها، كما أن هذه الجماعة أو الأمة تستعصي على الأعداء، وتتأبَّى عليهم، ويقذف الله مهابتها في قلوب أعدائها، فلا ينالون منها، فتعيش عزيزة كريمة مُهابة، كما أن الأمة التي تعود أبناؤها البذل والعطاء، وتخلقوا بالتضحية، تكون في منجاة من الضوائق والأزمات، وتسلم كذلك من الشحناء والعداوات، ويحل الإيثار، وتنمحي الأثرة، وتسودها المحبة، وتزول منها البغضاء، ويعمها التواد والتآلف والتراحم، وتصير أهلًا لرحمة الله، ومثوبته في الدنيا ويوم لقاه.))

## كيف يُكتسب خلق التضحية
1- عدم الانغماس في ملذات الدُّنيا والتعلق بها، وقصر الأمل في الدُّنيا، وتَذكُّر الموت والآخرة.
قال تعالى: ﴿كُلُّ نَفْسٍ ذَائِقَةُ الْمَوْتِ وَإِنَّمَا تُوَفَّوْنَ أُجُورَكُمْ يَوْمَ الْقِيَامَةِ فَمَنْ زُحْزِحَ عَنِ النَّارِ وَأُدْخِلَ الْجَنَّةَ فَقَدْ فَازَ وَمَا الْحَيَاةُ الدُّنْيَا إِلَّا مَتَاعُ الْغُرُورِ ۝١٨٥﴾ [آل عمران]
2- الثقة بوعد الله، واليقين الجازم بما أعده لعباده المؤمنين، والتَّخلُّص من الرُّوح الانهزاميَّة.
قال تعالى: ((وَمَا أَنفَقْتُم مِّن شَيْءٍ فَهُوَ يُخْلِفُهُ وَهُوَ خَيْرُ الرَّازِقِينَ)) [سبأ: 39].
قال تعالى: ((وَلاَ تَهِنُوا وَلاَ تَحْزَنُوا وَأَنتُمُ الأَعْلَوْنَ إِن كُنتُم مُّؤْمِنِينَ)) [آل عمران: 139].
3- حبُّ الناس وحب الخير لهم.
روي عن عن أبي هريرة  أن رسول اللّه ﷺ قال: 
| تضحية | لا تدخلون الجنة حتى تؤمنوا، ولا تؤمنوا حتى تحابوا، أولا أدلكم على شيء إذا فعلتموه تحاببتم: أفشوا السلام بينكم. | تضحية |

روي أن رسول اللّه ﷺ قال: 
| تضحية | (يا أيها الناس: أفشوا السلام، وأطعموا الطعام، وصِلُوا الأرحام، وصلّوا بالليل والناس نيام، تدخلوا الجنة بسلام). | تضحية |

4- التَّحلِّي بالشَّجَاعَة والإقدام وبعلو الهمَّة وبالكرم.
5- مصاحبة أهل الخير والصلاح ذوي الخلق الكريم، الذين ينفقون أموالهم ودماءهم في سبيل نصرة دين الله.
روي عن أبي هريرة أن رسول اللّه ﷺ قال: 
| تضحية | الرجل على دين خليله، فلينظر أحدكم من يخالل | تضحية |

6- القراءة عن أخبار السَّلف الصالح، وفي تضحياتهم بالنَّفس والمال، والاقتداء بهم.

## حِكَم وأشعار عن التضحية
| تضحية | ابذل لصديقك دمك ومالك، ولمعرفتك رِفْدَك ومحضرك، وللعامَّة بِشْرَك وتحيَّتك، ولعدوك عدلك، وضنَّ بدينك وعرضك عن كلِّ أحد. | تضحية |

وقال إبراهيم طوقان:
قال حسَّان شعرًا في الزُّبير :